# 拉普塞基

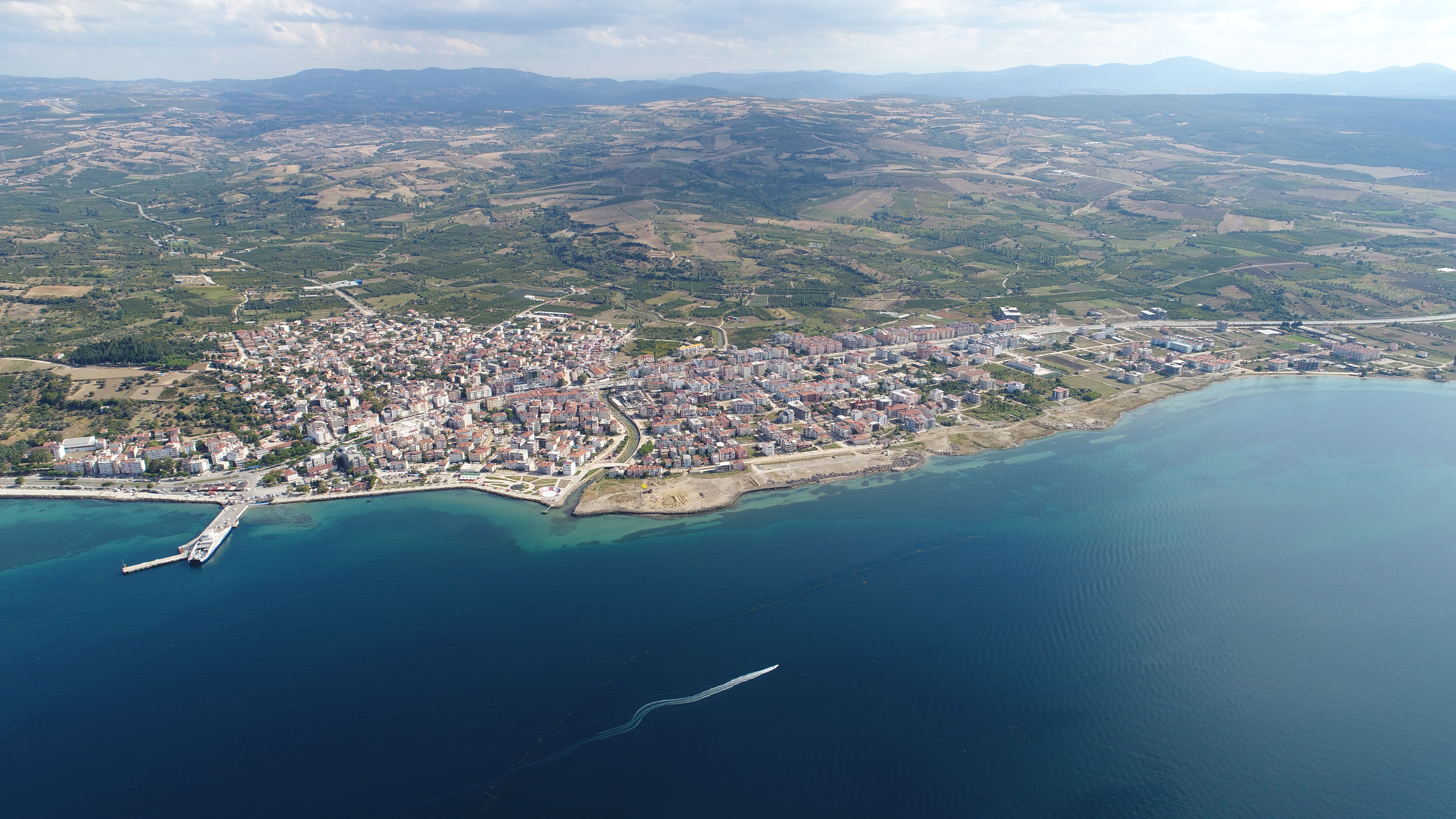
Lapseki

拉普塞基是土耳其的城鎮，由恰納卡萊省負責管轄，位於該國西北部，始建於公元前六世紀，面積882平方公里，主要經濟活動有農業、漁業和旅遊業，2008年人口10,727。